# Гюнтер Вібольдт
Гюнтер Вібольдт (нім. Günter Wieboldt; 9 лютого 1919, Бремергафен — 14 березня 2000, Гайлігенгафен) — німецький офіцер-підводник, капітан-лейтенант крігсмаріне.

## Біографія
9 жовтня 1937 року вступив на флот. З квітня 1940 року — вахтовий офіцер, потім — командир човна 2-ї флотилії форпостенботів. З 31 січня по 15 серпня 1943 року пройшов курс підводника, з 16 серпня по 15 вересня — курс командира підводного човна. 18 вересня 1943 року направлений на будівництво підводного човна U-295. З 20 жовтня 1943 року — командир U-295, на якому здійснив 6 походів (разом 111 днів у морі). 2 листопада 1944 року пошкодив британський фрегат «Маунсі» водотоннажністю 1150 тонн; 10 членів екіпажу загинули. 9 травня 1945 року здався британським військам в Нарвіку, проте залишався командиром U-295 до його прибуття в Лох-Еріболл 19 травня 1945 року. 21 лютого 1947 року звільнений.

## Звання
- Кандидат в офіцери (9 жовтня 1937)
- Морський кадет (28 червня 1938)
- Фенріх-цур-зее (1 квітня 1939)
- Оберфенріх-цур-зее (1 березня 1940)
- Лейтенант-цур-зее (1 травня 1940)
- Оберлейтенант-цур-зее (1 квітня 1942)
- Капітан-лейтенант (1 січня 1945)

## Нагороди
- Залізний хрест
  - 2-го класу (1940)
  - 1-го класу (1941)
- Нагрудний знак мінних тральщиків (1940)
- Нагрудний знак підводника (19 грудня 1944)
- Фронтова планка підводника в бронзі (1945)